# Heidi 3D
Heidi é uma série de desenho animado 3D franco-australiana produzida pelo Studio 100 Animation, com base no romance infantojuvenil suíço homónimo, escrito por Johanna Spyri, e no anime Alps no Shōjo Heidi de Isao Takahata e Hayao Miyazaki.
A série estreou no canal francês TF1 em 11 de janeiro e no canal alemão em 6 de abril de 2015. Em Portugal, a série estreou no Canal Panda em 1 de junho de 2015. No Brasil a série começou a ser transmitida pelo Disney Channel em 31 de agosto de 2015.

## Enredo
Heidi é uma menina órfã que é levada pela sua tia Dete para os Alpes suíços para viver com seu avô. O "Velho dos Alpes", como é chamado, é um velho resmungão, que no início não gosta muito dela, mas aos poucos ela vai conquistando o seu coração gelado. Durante a subida para a casa do avô, Heidi também conhece Peter (Pedro), um jovem pastor e os dois tornam-se grandes amigos. Heidi passa os dias com Peter nos prados, onde as cabras vão pastar.  A pouco e pouco Heidi vai-se inteirando dos segredos de Peter, o que inclui uma casa construída numa árvore e um pequeno tesouro. Heidi faz também amizade com a família de Peter: Bridgitte, a mãe, e a avó, uma velha senhora, completamente cega. Na aldeia existem mais três crianças, Karl, William e Theresa, (Carlos, Guilherme e Teresa) que são rivais de Peter e tentam, a todo o custo, tirar-lhe a casa da árvore e o tesouro. Mas Heidi consegue, através do seu modo simpático, fazê-los desistir e tudo acaba bem. O tempo passa e o inverno chega. Heidi, que não vai à escola, passa o inverno na cabana das montanhas, indo só, ocasionalmente, visitar Peter e a avozinha. Na primavera seguinte a tia Dete aparece e leva Heidi consigo para Francoforte do Meno, para a casa onde trabalha, para servir de companhia a Clara, uma menina inválida, que não pode andar. As duas tornam-se grandes amigas e, apesar da oposição da governanta, a Sra Rottenmeir, Heidi passa a viver naquela casa. O pai e a avó de Clara são rapidamente conquistados pela animação e inocência de Heidi. É a avó de Clara que, finalmente, consegue que Heidi aprenda a ler. E com eles Heidi, vai aprender o valor inestimável da amizade. Mesmo com dificuldades, Heidi não desiste de lutar, e passa a vida sorrindo sem nunca perder a sua inocência.

## Elenco
| Personagem           | França                    | Austrália                 | Brasil            | Portugal                  |
| -------------------- | ------------------------- | ------------------------- | ----------------- | ------------------------- |
| Heidi                | Emmylou Homs              | Monique Hore              | Kate Kelly        | Carolina Sales            |
| Peter / Pedro        | Nathalie Homs             | Nicole Shostak            | Vyni Takahashi    | Pedro Ventura             |
| Dete                 | Julie Turin               | Beth Armstrong            | Fátima Silva      | Paula Pais                |
| Avô                  | Benoît Allemane           | Peter McAllum             | Henrique Reis     | José Martins              |
| Clara Sesemann       | Lucille Boudonnat         | Sophia Morrison           | Luy Campos        | Ana Gonçalves             |
| Karl                 | Gabriel Bismuth           | Jamie Croft               | Lucas Gama        | Tiago Retré               |
| Theresa / Teresa     | Leslie Lipkins            | Informação não disponível | Priscila Ferreira | Paula Pais                |
| William              | Céline Ronté              | Charlotte Rose Hamlyn     | Bruno Marçal      | Ana Gonçalves             |
| Sebastião            |                           |                           |                   | Tiago Retré               |
| Sr. Keller           | Informação não disponível | Jamie Croft               | César Emílio      | Tiago Retré               |
| Avó de Peter / Pedro | Evelyne Grandjean         | Beth Armstrong            | Gessy Fonseca     | Paula Pais                |
| Bridgette / Brigite  | Informação não disponível | Beth Armstrong            | Teka Pinkoval     | Tânia Borges              |
| Sr. Traber           | Thierry Kazazian          | Informação não disponível | Caio César        | Informação não disponível |
| Babler / Barbel      | Informação não disponível | Kate Fitzpatrick          | Suzete Piloto     | Informação não disponível |
| Hans                 | Thierry Kazazian          | Informação não disponível | Charles Dallas    | Informação não disponível |
| Genérico             |                           |                           |                   | Sandra de Castro          |
| Rico                 |                           |                           |                   | Paula Pais                |

Dublagem brasileira
- Tradução: Glória Regina
- Direção: Kate Kelly
- Estúdio: Grupo Macias (CBS)

## Resumo
| Temporada | Temporada | Episódios | Exibição original     | Exibição original     | Exibição na Alemanha | Exibição na Alemanha | Exibição em Portugal | Exibição em Portugal | Exibição no Brasil   | Exibição no Brasil     |
| Temporada | Temporada | Episódios | Estreia               | Final                 | Estreia              | Final                | Estreia              | Final                | Estreia              | Final                  |
| --------- | --------- | --------- | --------------------- | --------------------- | -------------------- | -------------------- | -------------------- | -------------------- | -------------------- | ---------------------- |
|           | 1         | 39        | 11 de janeiro de 2015 | 6 de abril de 2015    | 6 de abril de 2015   | 17 de maio de 2015   | 1 de junho de 2015   | 22 de julho de 2015  | 31 de agosto de 2015 | 25 de novembro de 2015 |
|           | 2         | 26        | 24 de janeiro de 2016 | 24 de janeiro de 2016 | 17 de abril de 2016  | 25 de maio de 2016   | 24 de junho de 2019  | TBA                  | 22 de agosto de 2016 | novembro de 2016       |

## 1º Temporada (2015)
| #  | Título (PT / BR)                                                        | Exibição original                        | Exibição em português                      |
| -- | ----------------------------------------------------------------------- | ---------------------------------------- | ------------------------------------------ |
| 01 | "Chegada à Montanha / Indo para as Montanhas" "Die Reise zum Großvater" | 11 de janeiro de 2015 6 de abril de 2015 | 1 de junho de 2015 31 de agosto de 2015    |
| 02 | "O Primeiro Dia no Prado" "Der erste Tag auf der Alm"                   | 6 de abril de 2015                       | 2 de junho de 2015 1 de setembro de 2015   |
| 03 | "O Desafio" "Die Mutprobe"                                              | 11 de abril de 2015                      | 3 de junho de 2015 2 de setembro de 2015   |
| 04 | "Salvem o Pipo / Salvem o Chippy" "Heidi rettet ein Vögelchen"          | 12 de abril de 2015                      | 4 de junho de 2015 3 de setembro de 2015   |
| 05 | "O Juramento da Casa da Árvore" "Freunde für immer"                     | 13 de abril de 2015                      | 5 de junho de 2015 4 de setembro de 2015   |
| 06 | "Uma Noite ao Relento" "Heidi läuft weg"                                | 14 de abril de 2015                      | 8 de junho de 2015 7 de setembro de 2015   |
| 07 | "Tudo por um Pão" "Ein schlechter Tausch"                               | 15 de abril de 2015                      | 9 de junho de 2015 8 de setembro de 2015   |
| 08 | "Presos no Solar" "Großvaters altes Haus"                               | 16 de abril de 2015                      | 10 de junho de 2015 9 de setembro de 2015  |
| 09 | "Cuidado com o Lobo" "Ein Wolf im Dörfli"                               | 17 de abril de 2015                      | 11 de junho de 2015 10 de setembro de 2015 |
| 10 | "O Tesouro de Pedro" "Peters Schatz"                                    | 18 de abril de 2015                      | 12 de junho de 2015 11 de setembro de 2015 |
| 11 | "Ataque à Casa da Árvore" "Angriff auf das Baumhaus"                    | 19 de abril de 2015                      | 15 de junho de 2015 14 de setembro de 2015 |
| 12 | "Salvem a Princesa" "Heidi rettet das Schneeauge"                       | 20 de abril de 2015                      | 16 de junho de 2015 15 de setembro de 2015 |
| 13 | "O Fim da Primavera" "Abschied von der Alm"                             | 21 de abril de 2015                      | 17 de junho de 2015 16 de setembro de 2015 |
| 14 | "Clara / Chegada em Frankfurt" "Ankunft in Frankfurt"                   | 22 de abril de 2015                      | 18 de junho de 2015 17 de setembro de 2015 |
| 15 | "O Campanário" "Heidi vermisst die Berge"                               | 23 de abril de 2015                      | 19 de junho de 2015 18 de setembro de 2015 |
| 16 | "A Promessa" "Das Versprechen"                                          | 24 de abril de 2015                      | 22 de junho de 2015 21 de setembro de 2015 |
| 17 | "O Regresso do Papa" "Claras Vater kommt"                               | 25 de abril de 2015                      | 23 de junho de 2015 22 de setembro de 2015 |
| 18 | "As Aulas em Casa" "Heidis erste Schulstunde"                           | 26 de abril de 2015                      | 24 de junho de 2015 23 de setembro de 2015 |
| 19 | "A Peça de Teatro" "Heidi soll lesen lernen"                            | 27 de abril de 2015                      | 25 de junho de 2015 24 de setembro de 2015 |
| 20 | "No Parque" "Wie zwei Schmetterlinge"                                   | 28 de abril de 2015                      | 26 de junho de 2015 25 de setembro de 2015 |
| 21 | "A Clara Põe-se de Pé" "Eine Schaukel für Clara"                        | 29 de abril de 2015                      | 29 de junho de 2015 28 de setembro de 2015 |
| 22 | "Cabras na Cidade" "Die Ziegen im Park"                                 | 30 de abril de 2015                      | 30 de junho de 2015 29 de setembro de 2015 |
| 23 | "A Demissão" "Fräulein Rottenmeier will gehen"                          | 1 de maio de 2015                        | 2015 30 de setembro de 2015                |
| 24 | "Uma Árvore para Abrigo" "Wie zwei Schwestern"                          | 2 de maio de 2015                        | 1 de julho de 2015 1 de outubro de 2015    |
| 25 | "O Fantasma" "Ein Geist geht um"                                        | 3 de maio de 2015                        | 2 de julho de 2015 2 de outubro de 2015    |
| 26 | "A Carta" "Kein Brief von Großvater"                                    | 4 de maio de 2015                        | 3 de julho de 2015 2 de outubro de 2015    |
| 27 | "Regresso à Dörfli" "Heidi kehrt zurück"                                | 5 de maio de 2015                        | 6 de julho de 2015 9 de novembro de 2015   |
| 28 | "Uma Nova Cabra no Rebanho" "Glöckchen wird geboren"                    | 6 de maio de 2015                        | 7 de julho de 2015 10 de novembro de 2015  |
| 29 | "A Estátua Partida" "Theresa in Not"                                    | 7 de maio de 2015                        | 8 de julho de 2015 11 de novembro de 2015  |
| 30 | "O Alfinete / O Broche" "Großmutter ist krank"                          | 8 de maio de 2015                        | 9 de julho de 2015 12 de novembro de 2015  |
| 31 | "O Teste / O Teste na Escola" "Der Schultest"                           | 9 de maio de 2015                        | 10 de julho de 2015 13 de novembro de 2015 |
| 32 | "A Caça ao Tesouro" "Die Schnitzeljagd"                                 | 10 de maio de 2015                       | 13 de julho de 2015 16 de novembro de 2015 |
| 33 | "A Hora das Cabras" "Clara kommt, aber nicht allein"                    | 11 de maio de 2015                       | 14 de julho de 2015 17 de novembro de 2015 |
| 34 | "A Tempestade" "Der Sturm"                                              | 12 de maio de 2015                       | 15 de julho de 2015 18 de novembro de 2015 |
| 35 | "A Ponte do Diabo" "Die Teufelsbrücke"                                  | 13 de maio de 2015                       | 16 de julho de 2015 19 de novembro de 2015 |
| 36 | "Frederico / Friedich" "Ein alter Freund?"                              | 14 de maio de 2015                       | 17 de julho de 2015 20 de novembro de 2015 |
| 37 | "A Cadeira de Rodas" "Peter ist eifersüchtig"                           | 15 de maio de 2015                       | 20 de julho de 2015 23 de novembro de 2015 |
| 38 | "O Perdão / Perdão" "Das große Glück"                                   | 16 de maio de 2015                       | 21 de julho de 2015 24 de novembro de 2015 |
| 39 | "O Edelweiss / A Flor Eldevais" "Die Versöhnung"                        | 17 de maio de 2015                       | 22 de julho de 2015 25 de novembro de 2015 |

## 2º Temporada (2016)
| #  | #  | Título (PT)                                                        | Exibição original                         | Exibição em português                    |
| -- | -- | ------------------------------------------------------------------ | ----------------------------------------- | ---------------------------------------- |
| 01 | 40 | "Adeus, Branca" "Adieu Blanchette"                                 | 24 de janeiro de 2016 17 de abril de 2016 | 24 de junho de 2019 22 de agosto de 2016 |
| 02 | 41 | "Cabras Teimosas/ A Teimosia das Cabras" "Heidi und Versandkosten" | 24 de janeiro de 2016 25 de maio de 2016  | 7 de junho de 2016 novembro de 2016      |

## Transmissão mundial
| País           | Canal          | Data de estreia                 | Ref.                        |
| -------------- | -------------- | ------------------------------- | --------------------------- |
| França         | TF1            | 11 de janeiro de 2015           | [ 18 ] [ 19 ]               |
| Alemanha       | ZDF            | 6 de abril de 2015              | [ 20 ] [ 21 ] [ 22 ]        |
| Alemanha       | KiKA           | 11 de abril de 2015             | [ 23 ]                      |
| Áustria        | ORF eins       | 13 de abril de 2015             | [ 24 ] [ 25 ]               |
| Hungria        | Minimax        | 16 de maio de 2015              | [ 26 ]                      |
| Espanha        | Clan           | 18 de maio de 2015              | [ 27 ] [ 28 ] [ 29 ]        |
| Espanha        | Canal Panda    | 30 de março de 2015             | [ 30 ] [ 31 ]               |
| Portugal       | Canal Panda    | 1 de junho de 2015              | [ 32 ] [ 33 ] [ 34 ] [ 35 ] |
| Itália         | Rai YoYo       | 8 de junho de 2015              | [ 36 ]                      |
| Brasil         | Disney Channel | 31 de agosto de 2015            | [ 15 ]                      |
| América Latina | Disney Channel | 31 de agosto de 2015            | [ 37 ] [ 38 ]               |
| América Latina | Nat Geo Kids   | 4 de novembro de 2019 em N.G.K. |                             |